# Atletica leggera ai Giochi della VII Olimpiade - Marcia 10000 metri

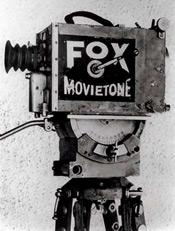
Ugo Frigerio, la doppietta olimpica (durata: 52")

La competizione dei 10.000 metri di marcia di atletica leggera ai Giochi della VII Olimpiade si tenne i giorni 17 e 18 agosto 1920 allo Stadio Olimpico di Anversa.

## Risultati
| 2 batterie | 17 agosto | 13 + 10        | Si qualificano i primi 6. |
| Finale     | 18 agosto | 12 concorrenti |                           |

### Batterie
- (Tra parententesi tempi stimati)

| Pos. | Atleta           | Nazione        | Tempo        |
| ---- | ---------------- | -------------- | ------------ |
| 1    | Ugo Frigerio     | Italia         | 47'06"4      |
| 2    | Joseph Pearman   | Stati Uniti    | 47'30"0      |
| 3    | George Parker    | Australia      | 47'31"0      |
| 4    | Donato Pavesi    | Italia         | 48'12"0      |
| 5    | Charlie Gunn     | Gran Bretagna  | 48'22"0      |
| 6    | Jean Segers      | Belgio         | 48'29"0      |
| 7    | William Roelker  | Stati Uniti    | n/d          |
| -    | Josef Šlehofer   | Cecoslovacchia | Ritirato     |
| -    | Charles Dowson   | Gran Bretagna  | Rit.         |
| -    | Paul Verlaeckt   | Belgio         | Squalificato |
| -    | Eduard Hermann   | Estonia        | SQ           |
| -    | Martial Simon    | Francia        | SQ           |
| -    | Gunnar Rasmussen | Danimarca      | SQ           |

| Pos. | Atleta               | Nazione       | Tempo     |
| ---- | -------------------- | ------------- | --------- |
| 1    | William Hehir        | Gran Bretagna | 51'33"8   |
| 2    | Cecil McMaster       | Sudafrica     | 51'39"0   |
| 3    | Thomas Maroney       | Stati Uniti   | (51'54"6) |
| 4    | William Plant        | Stati Uniti   | (52'18"3) |
| 5    | Luis Meléndez        | Spagna        | (53'56"6) |
| 6    | Antoine Doyen        | Belgio        | (56'15"0) |
| -    | Stanislas Anselmetti | Svizzera      | Rit.      |
| -    | Charles Wiggers      | Belgio        | SQ        |
| -    | Niels Pedersen       | Danimarca     | SQ        |
| -    | Eversleigh Freeman   | Canada        | SQ        |

### Finale
Il diciannovenne Ugo Frigerio, campione italiano 1919 e 1920, parte bene poi raggiunge al nono giro l'americano Pearman e al decimo s'invola solitario. È il primo italiano a conquistare un oro in atletica leggera alle Olimpiadi.
È ufficializzato solo il tempo del primo classificato.
| Pos.    | Atleta         | Età | Nazione       | Tempo ufficiale | Tempo ufficioso |
| ------- | -------------- | --- | ------------- | --------------- | --------------- |
| Oro     | Ugo Frigerio   | 19  | Italia        | 48'06"2         |                 |
| Argento | Joseph Pearman | 28  | Stati Uniti   |                 | 49'40"2         |
| Bronzo  | Charlie Gunn   | 35  | Gran Bretagna |                 | 49'43"9         |
| 4       | Cecil McMaster | 25  | Sudafrica     |                 | 50'04"0         |
| 5       | William Hehir  | 33  | Gran Bretagna |                 | 50'11"8         |
| 6       | Thomas Maroney | 25  | Stati Uniti   |                 | 50'24"4         |
| 7       | Jean Segers    |     | Belgio        |                 | 50'32"4         |
| 8       | Antoine Doyen  |     | Belgio        |                 | 56'30"0         |
| -       | Luis Meléndez  | 20  | Spagna        | Ritirato        | Ritirato        |
| -       | George Parker  | 23  | Australia     | Ritirato        | Ritirato        |
| -       | Donato Pavesi  | 32  | Italia        | Squalificato    | Squalificato    |